# 酰基

酰基的二维结构。

醯基共同结构（藍色，R1\sC(=O)\s），以及醯基在其他化合物內的情況。
例如醯基在：酮（上左）、醯陽離子（上中）、醯自由基（上右）、醛（下左）、酯（下中）、醯胺（下右）內的位置。
註：R_{1}，R_{2}，R_{3} 為有機取代基（organyl substituent）或在 R_{1} 的情况下可代表氢。

基是無機或有機含氧酸分子中除去一或多組羥基團（-OH）後剩下的一價原子團所衍生的官能基。酰基的化学通式为 RC(＝O)－，包含一組雙鍵氧原子和有機基团或氢（R 为 organyl group 或 hydrogen）。在IUPAC命名法中，若有机基团是烷基的酰基，会写作 alkanoyl group，IUPAC名：鏈烷醯基。
酰基通常由羧酸衍生，結構式 RC(＝O)－，其中R代表附著到CO基用單鍵的烷基。雖然稱呼多用於有機化合物，但原則上可來自磺酸、膦酸等其它類型的酸。在最常見的安排，酰基連接到更大的分子片段，在這種情況，碳和氧原子以雙鍵相連。
酰基与卤原子、烷氧基、氨基或取代氨基及酰氧基结合分别获得酰卤、酯、酰胺和酸酐。
通常酰基的中心原子为碳，但氮、磷、硫、氙等原子也可形成类似的酰化物，如亞硝酰氟、三氯氧磷、硫酰氯、氯化亚砜、四氟一氧化氙。此类酰卤一般称为卤氧化物。

## 外部連結
- 维基共享资源上的相關多媒體資源：酰基